# 纤细马先蒿大果亚种
纤细马先蒿大果亚种（学名：Pedicularis gracilis sp. macrocarpa）为玄参科马先蒿属下的一个亚种。

## 扩展阅读
- 維基物種上的相關：纤细马先蒿大果亚种